# Phalaenopsis equestris
Phalaenopsis equestris är en orkidéart som först beskrevs av Johannes Conrad Schauer, och fick sitt nu gällande namn av Heinrich Gustav Reichenbach. Phalaenopsis equestris ingår i brudorkidésläktet som ingår i familjen orkidéer. Inga underarter finns listade i Catalogue of Life.

## Bildgalleri

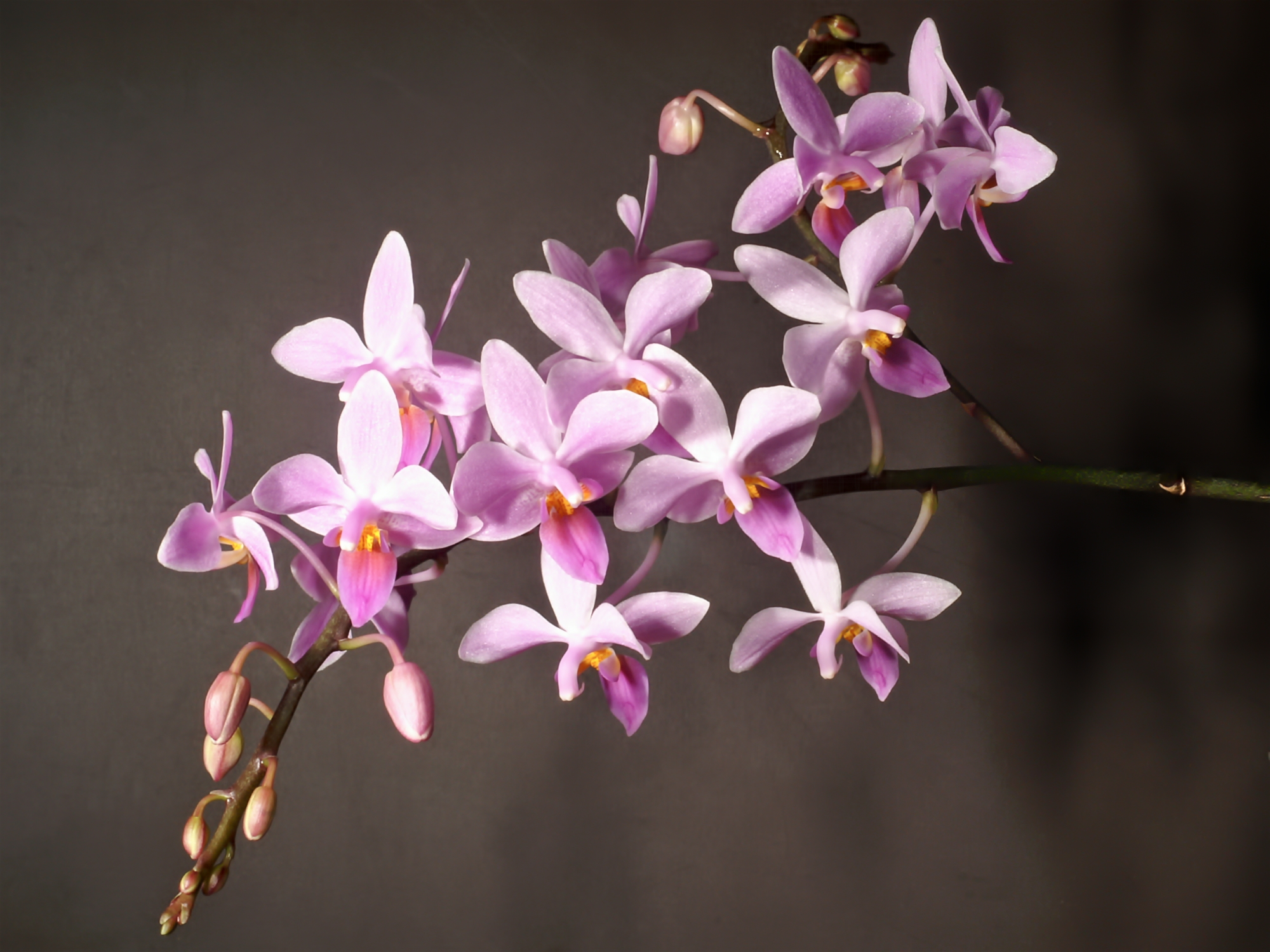
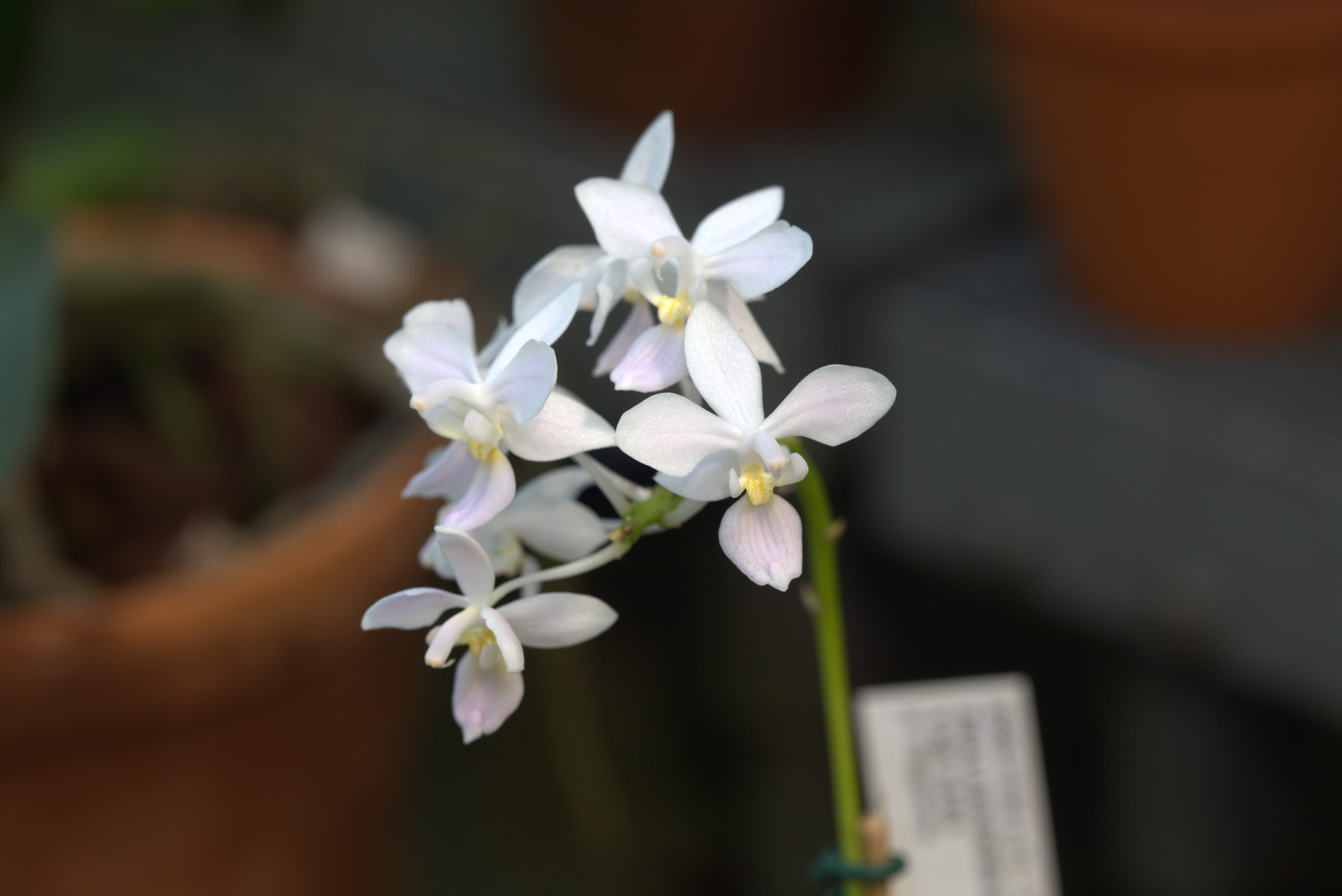
P. e. var. alba.
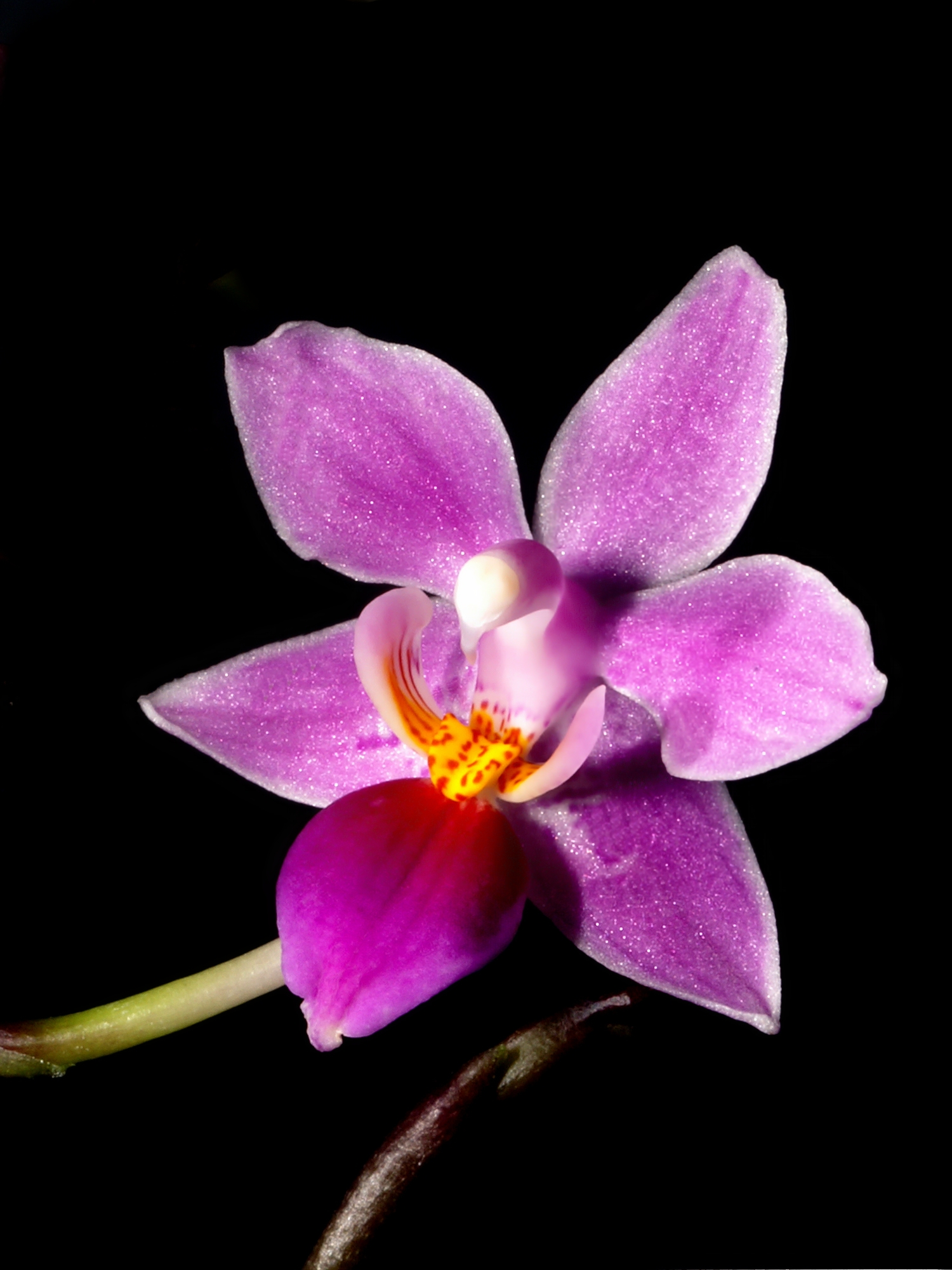